# Vibeuf
Vibeuf é uma comuna francesa na região administrativa da Normandia, no departamento de Sena Marítimo. Estende-se por uma área de 8,69 km². Em 2010 a comuna tinha 622 habitantes (densidade: 71,6 hab./km²).